# Phaeochrous lobatus
Phaeochrous lobatus är en skalbaggsart som beskrevs av Kuijten 1978. Phaeochrous lobatus ingår i släktet Phaeochrous och familjen Hybosoridae. Inga underarter finns listade i Catalogue of Life.